# شواليق
شواليق  هي إحدى القرى اللبنانية من قرى قضاء جزين في محافظة الجنوب.